# Héroes del Silencio
Héroes del Silencio (de vegades també se'ls coneix pel seu nom abreviat Héroes, o per les seues inicials HDS) va ser un grup de Rock & Roll espanyol, format inicialment per Juan Valdivia (guitarra solista) i Enrique Bunbury (veu i guitarra rítmica), sent completat a mitjans dels anys 80 amb Joaquín Cardiel (baix) i Pedro Andreu (bateria). Van experimentar un gran èxit a Espanya i Hispanoamèrica, així com en diversos països europeus, incloent-hi Alemanya, Bèlgica, Suïssa, França i Itàlia, convertint-se en un dels grups més reeixits de la història del rock en espanyol. Després de dotze anys en què van vendre més de sis milions de discos a més de trenta-set països, i en els quals van oferir més de mil concerts, la banda es va separar l'any 1996.

## Història
Inicis (1984-1990)

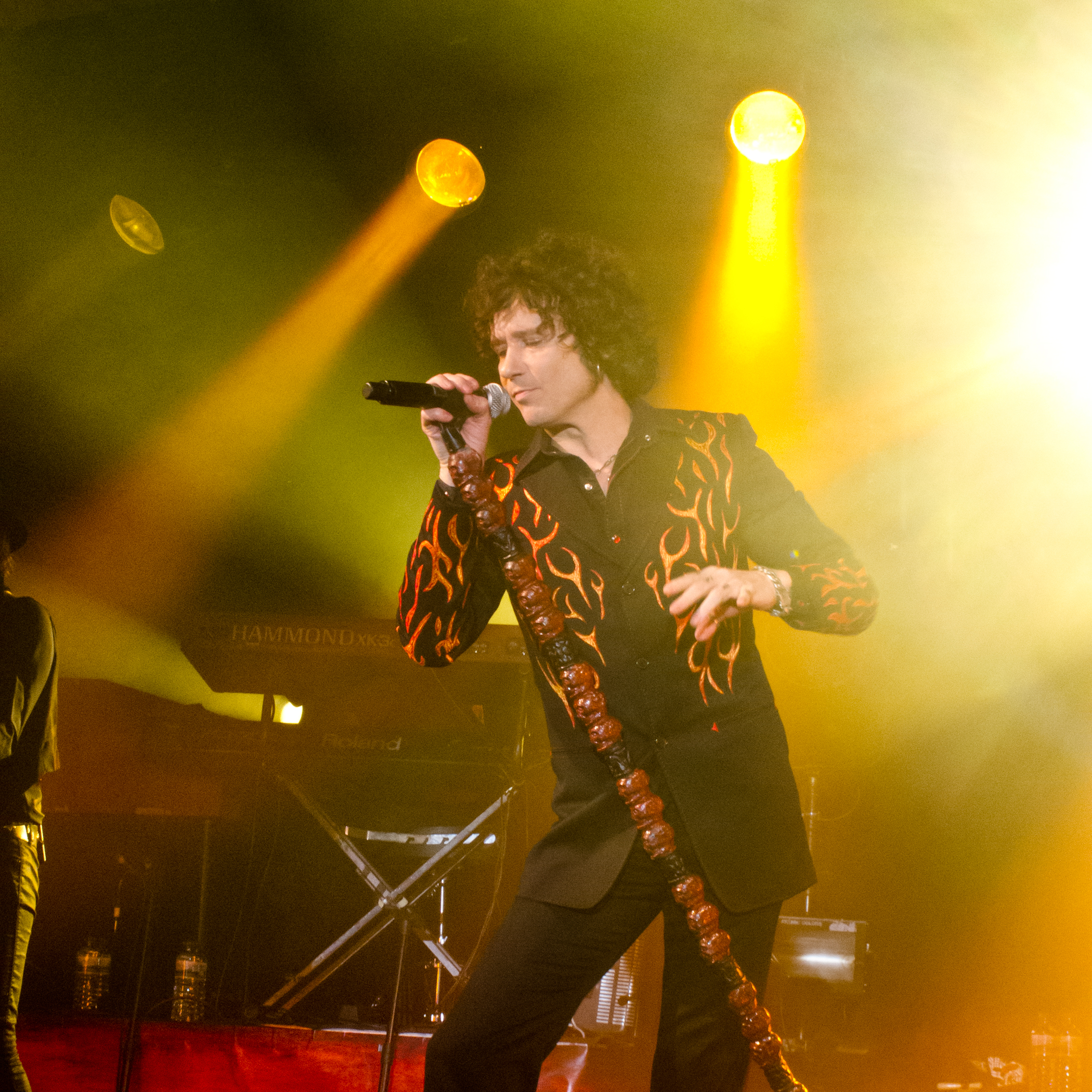
Després de la dissolució del grup, Enrique Bunbury va començar la seva carrera en solitari l'any 1997.

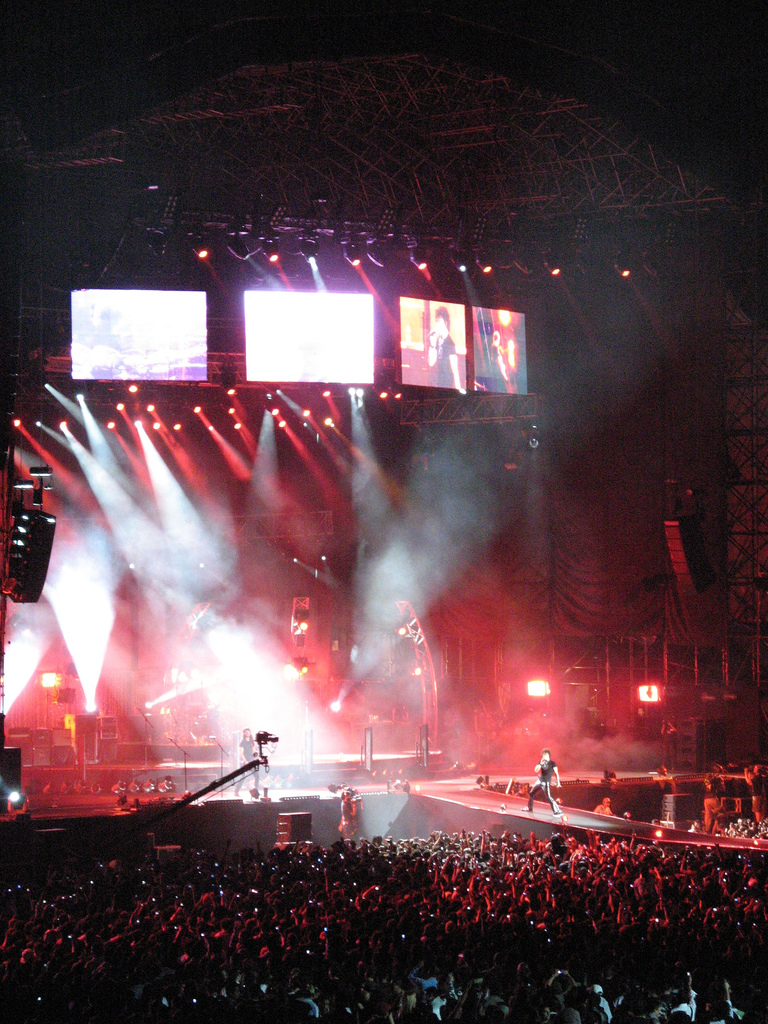
Presentació en viu d'Héroes del Silencio a Foro Sol, Mèxic DF el 2007.

Els orígens del grup se situen a la ciutat de Saragossa a principis dels anys 80. Allà, els germans Pedro (bateria) i Juan Valdivia (guitarra) van començar a fer els primers passos en el món de la música, juntament amb un cosí de tots dos, Javier Guajardo Valdivia -que era el cantant- formant el conjunt "Zumo de Vidrio". El context musical d'aquell moment a Espanya estava dominat per grups generats a la "movida madrilenya" com Alaska i Dinarama, Radio Futura, Nacha pop, Gabinete Caligari i los Secretos, a més dels barcelonins El Último de la Fila.
Durant aquesta època, van conèixer a Enrique Ortiz de Landázuri (després Enrique Bunbury), que tocava el baix i cantava en "Proceso Entrópico", banda amb la qual van compartir alguns escenaris, i a qui el 1984 van convidar a sumar-se al grup. Bunbury va acceptar i van començar (com a trio, després d'abandonar el cosí dels Valdivia la formació) les seves primeres actuacions (la primera, el 16 de desembre de 1984), a més de gravar la seva primera maqueta amb els temes "Olvidado", "Sindicato del riesgo", "Héroe del silencio" (després anomenada "Héroe de Leyenda") i "Hologramas". Com que l'estil fosc i simbòlic, amb clares influències post punk, de les noves composicions tenia molt poc a veure amb el pop de Zumo de Vidrio, van decidir tancar la seva etapa i refundar el grup. A l'any 1985, s'hi va incorporar un nou baixista, Joaquín Cardiel, per descarregar de treball a Enrique, que cantava i componia les lletres.
El nom va sorgir per casualitat quan es dirigien amb la seva primera maqueta a les instal·lacions de Ràdio Saragossa per promocionar-la, i encara no havien decidit com anaven a dir-se. Llavors, un d'ells va suggerir "Héroes del Silencio" (el títol d'una de les seves cançons, que després van canviar per "Héroe de leyenda"), i a la resta els va agradar la idea, quedant com a nom definitiu de la formació. L'any 1986 van aconseguir guanyar la fase regional del Festival de Benidorm, i van quedar finalistes del concurs "Nuevo Pop Español" de Radiocadena Española. Després telonejar a grups com Alphaville, la Unión i El Último de la Fila, Gustavo Montesano (productor i guitarrista d'Olé Olé) va anar a Saragossa per veure'ls en directe el gener de 1987. El grup va causar una gran impressió a Montesano, que immediatament hi va recomanar a la multinacional EMI.
El recel de la discogràfica amb el nou grup el va portar a oferir-los començar amb un EP de quatre temes, i van gravar, a finals de 1987 Héroes del Silencio. El disc va arribar a les 30.000 còpies venudes, cosa que va suposar un rècord de vendes per un maxi de debut a España. Després d'aquest èxit, EMI va decidir llançar el primer LP. "El mar no cesa" va vendre 150.000 còpies, aconseguint el disc de platí.
Fiançament (1990-1993)
Phil Manzanera, exmembre de Roxy Music, es va oferir per produir-los un nou àlbum, i en setembre de 1990 van tornar a l'estudi per gravar el seu segon disc: Senderos de traición. L'enregistrament es va dur a terme entre Madrid i Londres; alguns temes ja havien estat presentats durant la gira del disc anterior, i altres com "Decadencia" i "El cuadro II", que ja feia temps que havien estat compostos, van ser millorats per a la seva inclusió en el disc.
En dues setmanes, l'àlbum es va col·locar en el número u de vendes a Espanya amb unes 400.000 còpies venudes. El 1991 van posar en marxa la gira Tour Senda, que va incloure 140 concerts per tot el país i va culminar amb una minigira per Alemanya, Suïssa, Bèlgica i França. L'any 1992 el van dedicar a la presa de contacte amb el públic europeu, actuant en 54 concerts per diversos països del continent. Aquest mateix any van donar els seus primers concerts a Mèxic, en l'any de les celebracions del 5è centenari del Descobriment d'Amèrica, el que va provocar segons Bunbury un ambient hostil que va convertir els concerts en mera anècdota. Durant aquesta gira, que va durar dues setmanes, van conèixer al guitarrista Alan Boguslavsky, que més tard es va convertir en membre del grup.
Separació (1996)
El Tour Avalancha va ser una macro gira que, des de juliol de 1995 fins a octubre de 1996, els va portar a donar 152 concerts entre Europa i Amèrica. La convivència durant la gira va tenir moments difícils, i el cansament va acabar fent créixer els conflictes interns en la formación. El seu últim concert, celebrat a la ciutat de Los Angeles el 6 d'octubre de 1996, va resultar molt accidentat i es van veure obligats a suspendre'l poc després del seu inici, quan el públic va començar a llançar objectes als músics en resposta a unes presumptes declaracions d'Enrique que no deixaven molt ben parades a les dones mexicanes.
Abans de concloure la gira, i en una roda de premsa celebrada a Lima, van comunicar la seva separació temporal. Fora del seu entorn, la notícia va resultar sorprenent, però amb el temps van arribar a transcendir alguns dels motius que van portar a aquest situació. Les discrepàncies musicals, sobretot entre Juan i Enrique, els van portar a un distanciament. També va influir en el seu estat d'ànim la mort de dues persones molt properes al grup: el road manager Martín Druille, el 1993, i el germà d'Enrique, Rafael, un any després 1994.
Post-separació (1996-2007)
La banda encara tenia contracte en vigor amb la discogràfica, el que li comprometia a publicar cinc discos més. Així, el 1998 va sortir a la venda Rarezas, un àlbum amb versions inèdites d'alguns temes, remescles, i temes que només havien estat inclosos en senzills. Fins al retrobament de 2007, EMI publicaria altres quatre nous treballs, amb material antic, temes reinterpretats o incloent DVD de concerts, a més de reeditar els quatre discos d'estudi d'Héroes.
Per la seva banda, els diferents membres del grup van afrontar nous projectes musicals. Bunbury va iniciar la seva carrera en solitari, i el seu primer disc, anomenat Radical sonora, es va publicar l'any 1997. Alan Boguslavsky va col·laborar en el primer àlbum en solitari de Bunbury, i després va formar el seu propi grup, Bogusflow, amb músics de l'entorn d'Héroes com Copi Corellano, però el grup es va dissoldre l'any 2001. Juan Valdivia va col·laborar amb el seu germà Gonzalo a alguns projectes, i fins i tot va llançar el seu propi àlbum, Trigonometralla, el 2001. Pedro Andreu es va embarcar en nous projectes musicals, com Puravida i DAB, que no van tenir gaire repercussió. Joaquín Cardiel, per la seva banda, es va allunyar del panorama musical i va realitzar alguns viatges per conèixer en primera persona el món dels indis americans que tant li captivava.
Retorn i comiat (2007)
Als deu anys de la seva separació, es va plantejar la possibilitat de realitzar una gira de comiat com a homenatge als seus seguidors, i com a forma de tancar brillantment la trajectòria del grup. En alguns mitjans es va qualificar l'oferta econòmica que es va realitzar com irresistible. Per dur a terme aquesta gira, es va comptar amb el patrocini d'empreses tant públiques com privades, entre les quals es va incloure l'Expo Saragossa 2008, el Reial Saragossa i l'Ajuntament de Saragossa, la ciutat del grup, on, davant l'allau de demanda d'entrades, es van planificar dues actuacions.
Després d'alguns mesos d'assajos duts a terme en relatiu secret, es va acordar la participació de Gonzalo Valdivia, germà del guitarrista Juan Valdivia, com a segona guitarra durant la gira, en trobar-se Juan una mica limitat físicament per una recent operació a la mà. Les entrades es van posar a la venda amb mesos d'antelació per evitar problemes d'última hora, a través de caixers automàtics i botigues de discos, però la seva demanda va desbordar totes les previsions. Per als concerts de Sevilla, Saragossa i Mèxic DF es van vendre en temps rècord. Hi va haver gent a les portes de les botigues 24 hores abans, i també es va produir el col·lapse en caixers automàtics i al web, on també es venien.

## Membres
- Enrique Bunbury: veu, guitarra acústica i harmònica.
- Juan Valdivia: guitarra solista.
- Joaquin Cardiel: baix i cors.
- Pedro Andreu: bateria.
- Alan Boguslavski: guitarra rítmica i cors (1993-1996).
- Gonzalo Valdivia: guitarra rítmica (2007).

## Discografia

### Àlbums
- 1987 Héroe de leyenda (EP)
- 1988 El mar no cesa
- 1989 En directo
- 1990 Senderos de traición
- 1991 Senda 91
- 1993 El espíritu del vino
- 1995 Avalancha
- 1996 Parasiempre (En vivo)

### Recopilatoris
- 1998 Rarezas
- 1999 Edición del milenio (4 CD)
- 2000 Canciones 1984-96
- 2003 Músicos, poetas y locos
- 2004 Antología audiovisual (CD + DVD)
- 2005 El ruido y la furia
- 2006 El mar no cesa (reedición)
- 2006 Senderos de traición (reedición)
- 2006 El espíritu del vino (reedición)
- 2006 Avalancha (reedición)
- 2006 The Platinum
- 2011 Live in Germany
- 2012 El Espíritu del Vino 20 Anniversary Edition. Gran Reserva

### VHS/DVD
- 1996 Parasiempre… los vídeos (VHS + CD)
- 1998 Rarezas (VHS + CD)
- 2004 Antología audiovisual (CD + DVD)
- 2005 El ruido y la furia (CD + DVD)
- 2006 The Platinum Collection DVD
- 2007 Héroes del Silencio. Tour 2007 (edició DVD)